# نيلس نيلسن
نيلس نيلسن (بالدنماركية: Nils Kromann Nielsen)‏ هو مدرب كرة قدم ولاعب كرة قدم دنماركي، ولد في 3 نوفمبر 1971 في جرينلاند في مملكة الدنمارك.

## وصلات خارجية
- نيلس نيلسن على موقع قاعدة بيانات كرة القدم.إي يو (الإنجليزية)
- نيلس نيلسن على موقع Soccerway.com (الإنجليزية)
- نيلس نيلسن على موقع عالم كرة القدم.نت (الإنجليزية)